# Lista negra (telenovela)
Lista negra é uma telenovela mexicana, produzida pela Televisa e exibida pelo El Canal de las Estrellas em 1986.
Foi protagonizada por Eduardo Palomo e Luz María Jerez.

## Sinopse
Hugo Lauri é um repórter que investiga o assassinato de uma mulher enquanto viaja a bordo do luxuoso iate "Ulises". Dez anos antes, o iate deixou Puerto Vallarta com um grande número de passageiros ricos.
A viagem inicial de "Ulysses" pretendia iniciar um negócio de viagens turísticas com os passageiros do iate como potenciais clientes. No entanto, a tranqüilidade da viagem terminou quando Nora Capelli, uma menina a bordo, caiu no mar e se afogou. Embora as circunstâncias de sua morte fossem cercadas de mistério, a polícia fechou o caso e o arquivou como um trágico acidente. Agora, Hugo está determinado a esclarecer o caso. No entanto, várias pessoas ricas e influentes começam a morrer, e Hugo descobre que todas essas pessoas eram passageiros a bordo dos "Ulysses".

## Elenco
- Eduardo Palomo - Hugo Lauri
- Luz María Jerez - Violeta
- Enrique Rocha - Daniel
- Magda Guzmán - Angélica
- Juan Antonio Edwards - Simón
- Tony Carbajal - Pablo
- Lilia Michel - Leonora
- Rolando de Castro - Octavio
- Gerardo Murguía
- Emma Teresa Armendáriz - Doña Trini
- Jorge Mateos - Don Joaquín
- Claudia Ramírez - Nora Capelli
- Héctor Sáez - César
- Edith González - Mary
- Jorge Fink - Chano
- Miguel Priego - Ricardo
- Mauricio Davison - Teodoro
- Karla Lárraga - Blanca
- Cristina Peñalver - Mercedes
- Gilberto Macín
- Javier Ernez
- Pedro Zavala - Agustín Roel

## Prêmios e indicações

### Prêmio TVyNovelas de 1987
| Categoria                 | Nomeado(a)      | Resultado |
| ------------------------- | --------------- | --------- |
| Melhor primeira atriz     | Lilia Michel    | Nomeada   |
| Melhor primeiro ator      | Tony Carbajal   | Nomeado   |
| Melhor ator jovem         | Eduardo Palomo  | Nomeado   |
| Melhor revelação feminina | Claudia Ramírez | Nomeada   |